# مانويل فيريرا
مانويل «نولو» فيريرا (بالإسبانية: Manuel Ferreira) (22 أكتوبر 1905 – 29 يوليو 1983) لاعب كرة قدم أرجنتيني مثل منتخب بلاده .
ساهم فيريرا في حصول منتخب الأرجنتين على الميدالية الفضية في دورة الألعاب الأولمبية 1928 كما حمل شارة القيادة في بطولة كأس العالم لكرة القدم 1930 والتي احتل فيها أيضا المركز الثاني .
ساهم فيريرا في تتويج منتخب بلاده ببطولة كأس أمريكا الجنوبية 1929  وبطولة كأس نيوتون 1927 و1928 .

## مسيرته الكروية
لعب مانويل فيريرا خلال مسيرته الاحترافية مع ناديين في سبعة مواسم وسجل خلالها 44 هدفًا ضمن 116 مباراة. ولم يفز بأي موسم بالكأس أو بالدوري.
خاض مانويل فيريرا مسيرته مع نادي إستوديانتيس دي لا بلاتا في موسم 1931 في المرة الأولى واستمر معه طيلة ثلاثة مواسم ثم في عامي 1935-1937 ولمدة موسمين، مشاركًا طوالها في 81 مباراة سجل خلالها 29 هدفًا. ثم انتقل إلى نادي ريفر بليت في عامي 1933-1935 ولمدة موسمين، حيث شارك في 35 مباراة سجل خلالها 15 هدفًا.